# Rinesúquids
Els rinesúquids (Rhinesuchidae) és una família extinta d'amfibis temnospòndils que existí al Permià.

## Gèneres
```
* †Australerpeton? Barbarena, 1998
* †Broomistega Broom, 1930
* †Laccosaurus Haughton, 1925
* †Parapytanga? Strapasson et al., 2015
* †Rastosuchus Dias et al., 2020
* †Rhineceps Haughton, 1927
* †Rhinesuchoides Olson & Broom, 1937
* †Rhinesuchus Broom, 1908
* †Uranocentrodon van Hoepen, 1911
```